# Sophie Pluquet
Pour les articles homonymes, voir Pluquet.
Sophie Pluquet est une lutteuse libre française, née le 7 novembre 1970.
Elle est notamment sacrée championne du monde en 1995 dans la catégorie des moins de 53 kg. Elle est mariée au lutteur Yvon Riemer.

## Palmarès

### Championnats du monde
- Médaille d'or en lutte libre dans la catégorie des moins de 53 kg en 1995 à Moscou
- Médaille de bronze en lutte libre dans la catégorie des moins de 53 kg en 1994 à Sofia